# Константиновка (Татарський район)
Константиновка (рос. Константиновка) — село у Татарському районі Новосибірської області Російської Федерації.
Входить до складу муніципального утворення Константиновська сільрада. Населення становить 447 осіб (2010).

## Історія
Згідно із законом від 2 червня 2004 року органом місцевого самоврядування є Константиновська сільрада.

## Населення
| 1996 | 2002 | 2007 | 2010 |
| ---- | ---- | ---- | ---- |
| 569  | ↘522 | ↘518 | ↘447 |